# Bianca e Fernando
Bianca e Fernando (littéralement Bianca et Fernando) est un opéra en deux actes de Vincenzo Bellini, créé le 30 mai 1826 au Teatro San Carlo de Naples.
Il existe deux versions de cet opéra. La première version date de 1826, sur un livret de Domenico Gilardoni, d'après la pièce Bianca e Fernando alla tomba di Carlo IV, duca di Agrigento (littéralement Bianca et Fernando sur la tombe de Charles IV, duc d'Agrigente) de Carlo Roti. La première représentation devait être donnée sous le nom de « Bianco e Fernando » mais la censure des Bourbons, pour éviter les allusions possibles au nom du prince Ferdinand des Deux-Siciles, le fit changer en « Bianca e Gernando ». L'accueil fut bon et l'impresario Barbaja signa à Bellini un contrat pour la Scala. Donizetti en sortant de la générale aurait écrit: « Elle est belle, belle, belle, surtout pour un auteur qui écrit pour la première fois ». 
Par la suite, l'œuvre devait être modifiée, tant le texte, avec le concours du librettiste Felice Romani, que la musique par le compositeur lui-même, et la nouvelle version fut donnée au Teatro Carlo Felice de Gênes pour l'inauguration de celui-ci le 7 avril 1828.
Œuvre de jeunesse de Bellini - c'est son deuxième opéra- ce mélodrame ne fit jamais partie du "grand répertoire" du compositeur et, à l'exception de quelques reprises durant le XIXe siècle, ne fut donné qu'à Barcelone en 1830.

## Sources
- L'Opéra, 800 œuvres de 1597 à nos jours Ed.Ramsay, Paris, 1977